# Châteauneuf-les-Bains
Châteauneuf-les-Bains – miejscowość i gmina we Francji, w regionie Owernia-Rodan-Alpy, w departamencie Puy-de-Dôme.
Według danych na rok 1990 gminę zamieszkiwało 330 osób, a gęstość zaludnienia wynosiła 20 osób/km² (wśród 1310 gmin Owernii Châteauneuf-les-Bains plasuje się na 526. miejscu pod względem liczby ludności, natomiast pod względem powierzchni na miejscu 581.).